# 利馬大區
利馬大區 （Departamento de Lima、或）是秘魯中南部的一個大區，位於太平洋東岸。面積32,129.31平方公里，2007年人口864,853人。地區政府所在地是瓦喬。
利馬省位於該省西部，該省包含該國首都利馬市；該省自2003年起實施自治，不再受利馬大區政府管轄。
1821年8月4日建區。下分9個省171個區。

## 歷史
在利馬大區可以找到6500多年前早期的安第斯居民、狩獵人和魚叉漁民的遺骸。這些遺骸是在奇利翁河附近的奇瓦特羅斯 (Chivateros)和其他地方發現的。這些人將魚網、魚鉤、耕作、陶瓷和編織融入他們的日常用品中。沿海居民居住在洛馬斯 (lomas)和山谷中，他們在那裡建造寺廟和住宅區，通往巨大的儀式中心，例如奇利翁河上的瓦科伊 (Huacoy )；位於里馬茨河沿岸的加拉蓋和拉佛羅裡達( Garagay and La Florida)，位於盧林河沿岸的曼凱 (Manchay)；以及錢凱 (Chancay)、蘇佩區 (Supe) 以及北部和南部的許多其他山谷。這裡有裝飾精美的寺廟，裡面有黏土塑像。
在利馬東北40公里處的奇隆河谷 (Chillón River Valley) 的安孔 (Ancón) 發現了派揚(Paiján culture) 型的史前抛射尖状器 (Paijan projectile points)。
有5,000年歷史的 El Paraíso 遺址也位於這個地區。據信該遺址的一座寺廟距今約有5,000年歷史。
1784年至1821年間，該地區作為利馬省（Intendancy of Lima）管理。獨立後，其北部地區作為海岸大區管理。1821 年成立首都大區時，上述大區於1823年併入首都大區。

## 政治分區
利馬大區分為9個省，由171個區組成。
- 巴蘭卡省 (首府巴蘭卡)
- 卡哈坦博省 (首府卡哈坦博)
- 卡涅特省 (首府聖維森特德卡涅特)
- 坎塔省 (坎塔)
- 瓦拉爾省 (瓦拉爾)
- Huarochirí (Matucana)
- Huaura (Huacho)
- Oyón (Oyón)
- Yauyos (Yauyos)

## 地理
利馬大區北部與安卡什大區接壤，東部與瓦努科大区、帕斯科大区和胡寧大区接壤，東南部與萬卡韋利卡大區接壤，南與伊卡大区接壤，西瀕太平洋和利馬省。
利馬大區擁有沿海和安第斯山脈地區，並擁有多種多樣的自然區域：海岸或查拉（海拔0至500公尺）到揚卡或山脈（西班牙語：Cordillera，超過 4800 公尺）。主要地區為雲加（Yunga）（海拔500至2300公尺）和克丘亞（Quechua）（海拔2300至3500公尺）。